# David Booth
David Booth (* 24. listopadu 1984, Detroit, USA) je bývalý americký profesionální hokejista. Naposledy hrál v severoamerické lize NHL za klub Detroit Red Wings.
V letech 2003–2006 hrál za americký universitní tým Michigan State Spartans z něhož byl draftován byl v roce 2004 týmem Florida Panthers jako 53. v celkovém pořadí. Do NHL naskočil v sezóně 2006–2007. V roce 2008 byl členem americké reprezentace na mistrovství světa.

## Hráčská kariéra
- 2002/03 Michigan State Spartans
- 2003/04 Michigan State Spartans
- 2004/05 Michigan State Spartans
- 2005/06 Michigan State Spartans
- 2006/07 Florida Panthers, Rochester Americans
- 2007/08 Florida Panthers
- 2008/09 Florida Panthers
- 2009/10 Florida Panthers
- 2010/11 Florida Panthers
- 2011/12 Florida Panthers, Vancouver Canucks

## Statistika
| Sezóna  | Klub             | Soutěž |    | Základní část | Základní část | Základní část | Základní část | Základní část |   | Play off | Play off | Play off | Play off | Play off |
| Sezóna  | Klub             | Soutěž | Z  | G             | A             | B             | TM            | Z             | G | A        | B        | TM       |          |          |
| 2006–07 | Florida Panthers | NHL    | 48 | 3             | 7             | 10            | 12            | —             | — | —        | —        | —        |          |          |
| 2007–08 | Florida Panthers | NHL    | 73 | 22            | 18            | 40            | 26            | —             | — | —        | —        | —        |          |          |
| 2008–09 | Florida Panthers | NHL    | 72 | 31            | 29            | 60            | 38            | —             | — | —        | —        | —        |          |          |
| 2009–10 | Florida Panthers | NHL    | 28 | 8             | 8             | 16            | 23            | —             | — | —        | —        | —        |          |          |
| 2010–11 | Florida Panthers | NHL    | 82 | 23            | 17            | 40            | 26            | —             | — | —        | —        | —        |          |          |